# ال‌تی‌وی ایکس‌سی-۱۴۲
ال‌تی‌وی ایکس‌سی-۱۴۲ (به انگلیسی: LTV XC-142) یک هواگرد ساختِ کارخانهٔ لینگ-تمکو-ووت در کشور ایالات متحده آمریکا است. نخستین استفاده‌کنندهٔ این هواگرد ناسا بوده‌است. این هواگرد برای نخستین بار در ۲۹ سپتامبر ۱۹۶۴ میلادی مورد استفاده قرار گرفت.